# きらり (曲)
「きらり」（英語: Kirari）は、日本のシンガーソングライター・藤井風の6作目の配信限定シングル。2021年5月3日にHEHN RECORDS / ユニバーサルミュージックより発売された。

## 背景
本楽曲のリリースは、2021年4月22日のHonda「VEZEL」のフルモデルチェンジと同時に公開されたCMで発表された。4月29日には、楽曲のジャケット写真と藤井の新アーティスト写真も公開された。
リリース日の5月3日には、本楽曲をフルコーラスで使用した「VEZEL」のWebムービーが、本車種のキャンペーンサイト「GOOD GROOVE」で公開された。

## 制作と録音
本楽曲は、Hondaによる「GOOD GROOVE」というテーマの下制作された。サウンドプロデュースは以前と同じくYaffleが手掛け、楽曲のレコーディングとミキシングのエンジニアも小森雅仁が務めている。
Aメロ部分は、ドン・キホーテでもやしか何かを買っている時にふと思いついたという。楽曲のデモは、英語詞（本人曰く、デタラメな "Kazenligh" という言語）で作られていた。

## 音楽性
本楽曲は、4つ打ちのビートが中心の軽快でエレクトロニックなダンスポップである。Aメロは起伏が少なくなだらかなメロディーラインだが、Bメロでのさりげない転調を経て、サビで一気に高音へと駆け上がる展開となっている。
Mikikiのライター・天野龍太郎は「〈さらり〉〈ほろり〉〈ゆらり〉〈きらり〉というように韻を踏むことで一曲を通して形作られている音韻のリズムが、リニアなビートや太いベース、リズミカルなギターとあいまって、楽曲全体の軽快さを生み出している」と分析している。

## 評価と批評
- 音楽ライター・荻原梓は「藤井風の音楽は、現代の人々の求める "何か" を宿らせているように思」と述べ、また、藤井がキャロル・キングらの「色褪せない名曲たち」を血肉としていることを挙げて「まさにキャロルが生み出した不朽の名盤『つづれおり』が、70年代当時のアメリカに漂っていたある種の疲労感を癒したように、彼の音楽もまた今の日本を救い、人々を元気付けているのだ」と語り、特に本楽曲について「今この荒れ狂う時代を軽やかに駆け抜けていくような爽やかさがあり、聴く者の心を弾ませる力を感じる」とした[18]。
- Billboard JAPANのライター・栗本斉は、本楽曲の好調なチャートアクションについて「ダウンロードとストリーミング、そしてYouTubeの動画再生数といった配信によって、しっかりとポイントを稼いでいる」とし、加えて「ラジオのオンエア回数が多いのも特徴」と指摘。通常はリリースタイミングだけでラジオのオンエアのピークは終わってしまうが「きらり」に関しては多少の変動はあってもコンスタントにポイントを重ねているとし「ラジオを始めとする媒体での評価の高さも強みとなっている」と述べた[19]。

## チャート成績
本楽曲は、2021年5月12日公開（集計期間：2021年5月3日 - 5月9日）の「Download Songs」で、38,418DLを売り上げて初登場1位をマークした。またラジオ1位、ストリーミング12位と他指標でも好調に推移し、総合チャート「Hot 100」では、初登場2位を獲得した。
本楽曲は、翌週の「Streaming Songs」で順位を6つ上げて6位（6,273,258回再生）とすると、本チャートにおいてはその後もTop 10圏内を推移し続け、2021年6月30日公開のチャートでは発売8週目にして最高位となる5位（7,464,263回再生）を記録した。
その後も目立ったメディア露出がない中でも安定してトップ10前後をキープし、チャートイン16週目となる8月25日公開の「Streaming Songs」で、自身初のストリーミング1億回再生を突破した。
2021年12月31日の『第72回NHK紅白歌合戦』で披露されると、ダウンロードで70位から7位、ストリーミングを27位から16位、Twitterでは圏外から39位へと各指標ポイントを伸ばし、総合では前週37位から9位へランクアップ。16週ぶりにトップ10に返り咲きを果たし、翌週のチャートではさらにダウンロードで5位、ストリーミングで7位まで順位を上げ、総合では5位を獲得した。

### 認定と売上
|                                | 認定 (RIAJ)  | 売上/再生回数      |
| ------------------------------ | ------------ | ------------------ |
| ダウンロード                   | ゴールド     | 189,000 DL         |
| ストリーミング                 | ダイヤモンド | 500,000,000 回再生 |
| *認定のみに基づく売上/再生回数 |              |                    |

## Kirari Remixes (Asia Edition)
『Kirari Remixes (Asia Edition)』（きらり リミックス (アジア・エディション)）は、日本のシンガーソングライター・藤井風の3作目の配信限定EP。2022年1月14日にHEHN RECORDS / ユニバーサルミュージックより発売された。

### 概要
2022年1月14日にリリースされた自身初となるリミックスEP。藤井やYaffleによるリミックスに加え、韓国・ソウル、台湾・台北、インドネシア・ジャカルタ、中国・廈門のアジア4都市からリミキサーが参加している。

### 収録内容
| #         | タイトル                                                              | 作詞  | 作曲・編曲 | 時間 |
| --------- | --------------------------------------------------------------------- | ----- | ---------- | ---- |
| 1.        | 「Kirari (Original Remix)」(Remix: 藤井風)                            |       |            | 4:19 |
| 2.        | 「Kirari (Daul Remix)」(Remix: Daul)                                  |       |            | 4:05 |
| 3.        | 「Kirari (FunkyMo Remix)」(Remix: FunkyMo)                            |       |            | 4:31 |
| 4.        | 「Kirari (pxzvc Remix)」(Remix: pxzvc)                                |       |            | 4:47 |
| 5.        | 「Kirari (Kaze & Yaffle Just For Fun Remix)」(Remix: 藤井風 & Yaffle) |       |            | 3:41 |
| 6.        | 「Kirari (Knopha Remix)」(Remix: Knopha)                              |       |            | 5:05 |
| 7.        | 「Kirari (Naken Remix)」(Remix: Naken)                                |       |            | 4:09 |
| 8.        | 「Kirari (Yaffle Remix)」(Remix: Yaffle)                              |       |            | 3:04 |
| 9.        | 「きらり」                                                            |       |            | 3:51 |
| 合計時間: | 合計時間:                                                             | 37:32 |            |      |

## ミュージックビデオ
本楽曲のミュージックビデオは、2021年5月21日に公式YouTubeチャンネルで公開された。監督は「もうええわ」ミュージックビデオの監督も担当したSpikey Johnが務めた。彼自身新しい試みに挑戦した映像となっており、藤井は「わしも、Spikey John監督も完全に新しい扉開いちゃってます」とコメントしている。
ミュージックビデオの公開後には、藤井のアフタートークが生配信された。同年7月18日には、ミュージックビデオのメイキング映像がYouTubeで公開された。

## テレビ披露
| 日付           | 番組名                   | 放送局  |
| -------------- | ------------------------ | ------- |
| 2021年12月31日 | 第72回NHK紅白歌合戦      | NHK総合 |
| 2024年3月16日  | tiny desk concerts JAPAN | NHK総合 |